# 台北國際藝術村
台北國際藝術村（英語：Taipei Artist Village）曾位於台北市中正區北平東路7號，建築興建於1953年，曾是台北市政府工務局養護工程處及台北捷運公司辦公室。由於該建築位於臺北市中正區行二行三公辦都更案區域，台北國際藝術村已於2023年底遷出、併入寶藏巖國際藝術村。

## 歷史
2001年10月12日，台北市政府文化局於北平東路7號成立台北國際藝術村，以「閒置空間再利用」概念，將其改為藝術家創作與居住的空間。全館包含鋼琴室、暗房、舞蹈室及13間藝術家工作室，提供各類型駐村藝術家使用。藝術村平時僅有一樓「百里廳」設展，二樓以上的藝術家工作室區域不開放參觀；但於春、秋二季舉辦「開放工作室」，邀請民眾和駐村藝術家們近距離互動。

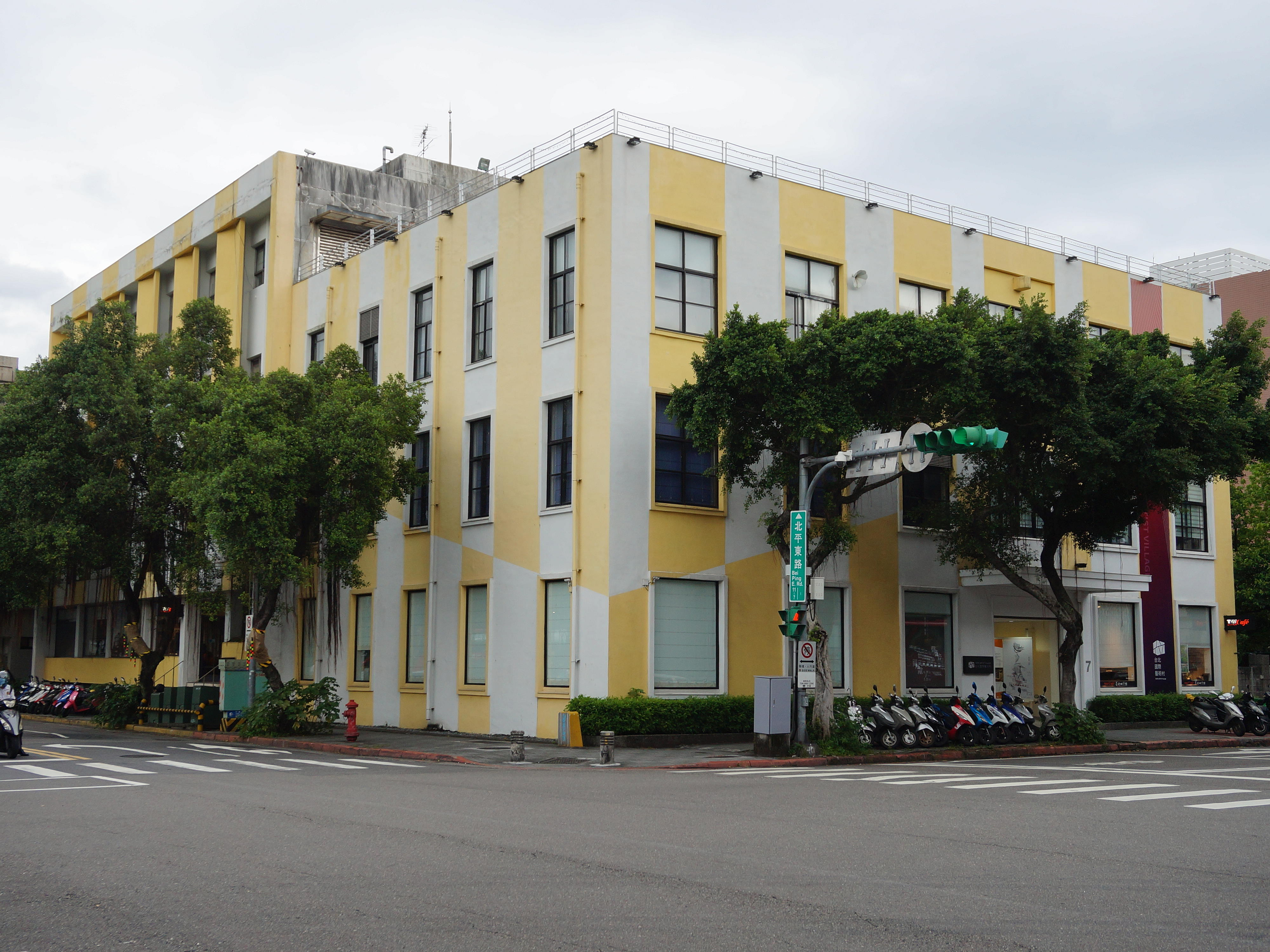
台北國際藝術村

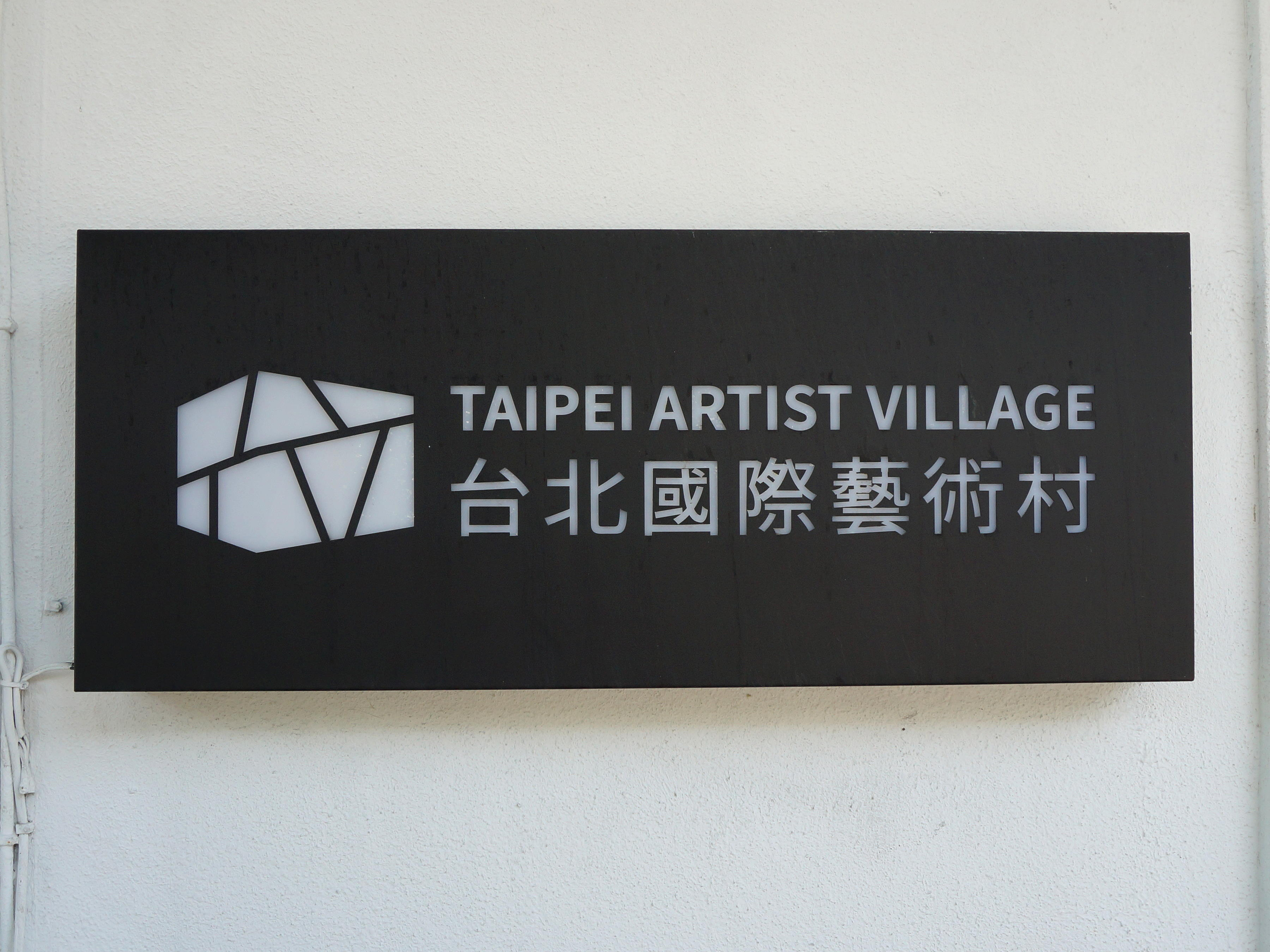
台北國際藝術村銘板

台北國際藝術村於2004年由台北市政府文化局委託台北市文化基金會經營管理，和超過30個國家的相關機構有藝術交換計畫，合作對象如韓國SSAMZIE空間、巴西SACATAR基金會、FCS、澳中理事會、亞洲連線、英國蓋斯渥克藝術家工作室、芬蘭當代藝術中心、奧地利O.K.當代藝術中心、亞洲研究基金會(ASPCC)等。
2010年，台北市文化基金會成立「藝術村營運部」，經營台北國際藝術村、草山國際藝術村、寶藏巖國際藝術村。2022年，北平東路7號確認為臺北市中正區行二行三公辦都更案區域。

## 外部連結
- 台北國際藝術村官方網站 （页面存档备份，存于）
- 台北國際藝術村的Facebook專頁
- 台北國際藝術村的Instagram帳戶
- YouTube上的台北國際藝術村頻道